# Wulfstan II
För andra betydelser, se Wulfstan (olika betydelser).
Wulfstan II (ibland även kallad Lupus), död 28 maj 1023, var en engelsk biskop av London, Worcester, samt ärkebiskop av York. Ej att förväxla med Wulfstan I, en tidigare ärkebiskop av York, eller sankt Wulfstan, biskop av Worcester. 
Man tror att Wulfstan inledde sin bana som benediktinmunk. Han blev sedermera biskop av London år 996. År 1002 valdes han samtidigt till biskop av Worcester och ärkebiskop av York, och höll bägge ämbetena intill 1016, då han avsade sig Worcester, medan han kvarblev som ärkebiskop av York fram till sin död.
Wulfstan skrev Sermo Lupi, som var en anklagelse mot engelska folket för omoral och dålig disciplin - vilket Wulfstan ansåg vara orsaken till att Gud lät vikingarna härja landet sedan 30 år. Sermo Lupi innehåller en svart lista över syndare, häxor och illgärningsmän, och bland dem nämns bl.a. waelcyrge - samma ord som valkyrior, asaguden Odens kvinnliga väsen som väljer ut de fallna kämparna på slagfältet och för dem till Valhall.